# وسلین جورانوویچ
وسلین جورانوویچ (انگلیسی: Veselin Đuranović؛ ۱۷ مهٔ ۱۹۲۵ – ۳۰ اوت ۱۹۹۷) سیاستمدار اهل یوگسلاوی بود. وی از ۱۵ مه ۱۹۸۴ تا ۱۵ مه ۱۹۸۵ رئیس‌جمهور یوگسلاوی بود.
وسلین جورانوویچ در ۳۰ اوت ۱۹۹۷، در سن ۷۲ سالگی درگذشت.